# I. Ulászló lengyel fejedelem

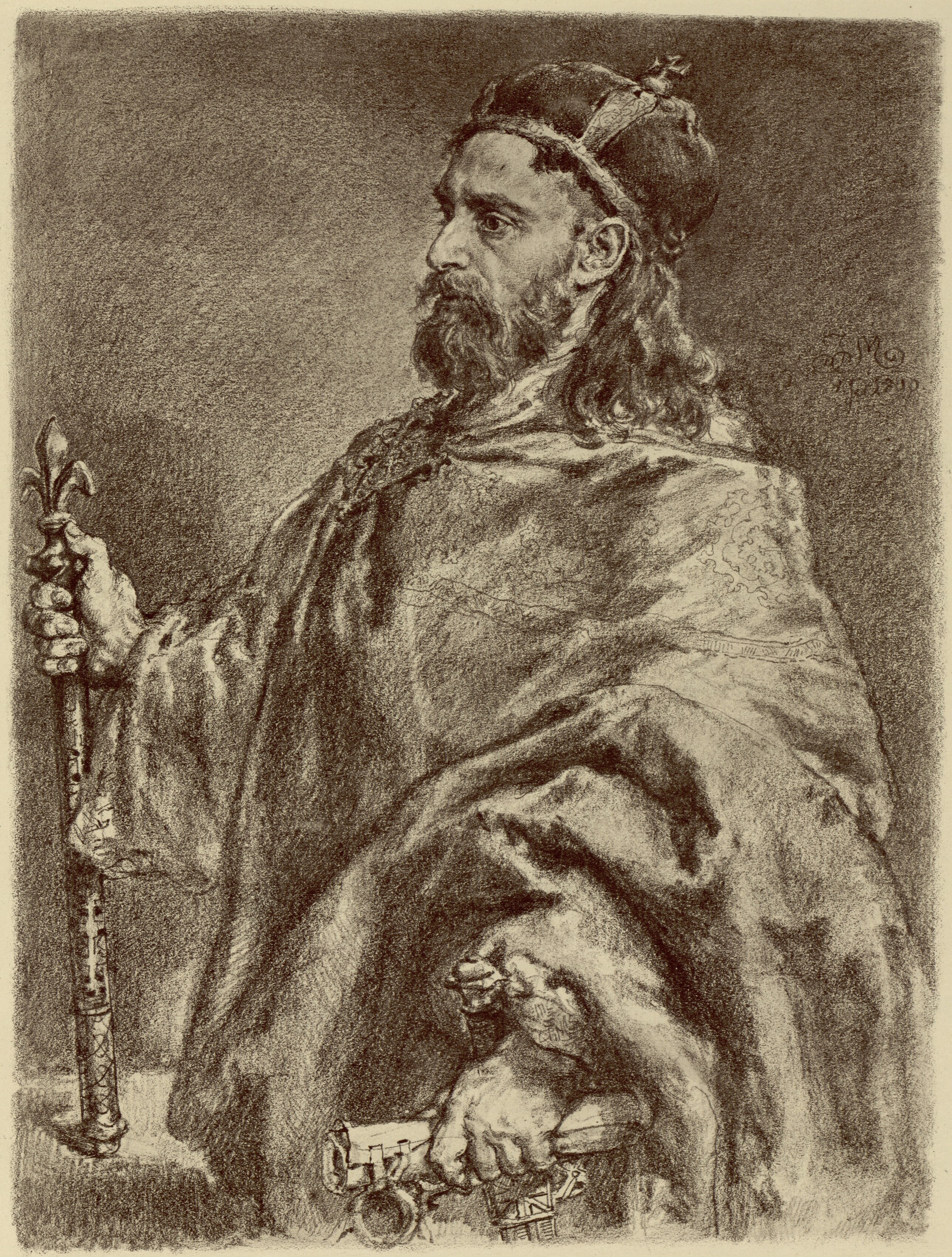
I. Ulászló Herman (Jan Matejko rajza)

I. Ulászló Herman (lengyelül: Władysław I Herman), (1043 – 1102. június 4.) lengyel fejedelem 1079-1102 között a Piast dinasztiából, I. Kázmér fia, II. Merész Boleszláv testvére. Uralkodása a Piast állam meggyengülésésnek időszakára esett. Megerősödött a széthúzás tendenciája, megszilárdult a többközpontúság Lengyelországban (Ulászló Herman soha sem törekedett arra, hogy királlyá koronázzák). A tényleges hatalmat Sieciech palatinus gyakorolta.

## Feleségei
Először Bohémiai Juditot, aztán III. Henrik német-római császár lányát, Sváb Juditot vette feleségül. Első feleségétől született fia lett III. Ferdeszájú Boleszláv fejedelem. Második feleségétől egy lánya született, Gandersheimi Ágnes.

## Élete

### A hatalom felosztása
Akkor került hatalomra, amikor testvérét 1079-ben száműzetésbe kényszerítették. 1097 és 1100 között Ulászló fiai, Zbigniew és Ferdeszájú Boleszláv a főurak támogatásával eltávolították Sieciechet és kényszerítették apjukat az állam feldarabolására. Zbigniew kapta Nagy-Lengyelországot, Kujáviát és Sieradz-Łęczyce vidékét, Boleszláv pedig Kis-Lengyelországot és Sziléziát, míg Ulászló megtartotta magának Mazóviát, valamint a főhatalmat az összes fejedelemség felett.

### Ulászló Herman uralkodásának értékelése
Nincs kétség afelől, hogy Lengyelország kül- és belpolitikai helyzete I. Ulászló Herman uralkodása alatt olyan nehéz volt, hogy csak nagyon energikus és erős jellemű uralkodó volt képes megbirkózni a feladatokkal. Ő minden bizonnyal nem volt ilyen. Az ő tétlen viselkedése, hogy ne mondjuk, apátiája a legsorsdöntőbb pillanatokban magáért beszél. Talán a több évig tartó és fájdalmas láb-betegsége is oka lehetett ennek, mint ahogy a Gallus Anonymus is mondja. De az is lehet, hogy őt is, mint sokakat másokat csak a véletlen segítette trónra, de soha sem törekedett uralkodásra, mivel nem volt ehhez sem tehetsége, sem megfelelő vérmérséklete, merészsége, ami mind szükséges volt a középkori uralkodóknál.

## Családfa

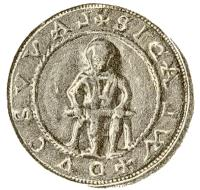
Valószínűleg a legrégibb lengyel uralkodói pecsét

| 4. II. Mieszko Lambert †1034. május 10.                            |  |                                  |  |  |                                       |
|                                                                    |  | 2. I. Kázmér †1058. november 28. |  |  |                                       |
| 5. Lotaringiai Richeza †1063. március 21.                          |  |                                  |  |  |                                       |
|                                                                    |  |                                  |  |  | 1. I. Ulászló Herman †1102. június 4. |
| 6. Nagy Vlagyimir †1015. július 15.                                |  |                                  |  |  |                                       |
|                                                                    |  | 3. kijevi Dobronega Maria †1087  |  |  |                                       |
| 7. Anna Porfirogenetka †1011?, Nagy Vlagyimir felesége, †1018 után |  |                                  |  |  |                                       |
|                                                                    |  |                                  |  |  |                                       |

## Feleségei
- 1073 előtt ismeretlen lengyel nő, Zbigniew anyja (néhány kutató úgy véli, hogy nem kötöttek házasságot)
- 1080 körül Judit (sz. 1056 körül – †1086. XII. 25.) – II. Vratiszláv (sz. 1032 körül – †1092), olomouci herceg (1055-1056, 1058-1061), Csehország hercege (1061-1085), Csehország királya (1085-1092) leánya
- 1089 körültől Judit  (sz. 1047 – †1092/1096) – III. Henrik (sz.  1017 – †1056), német-római császár (1046-1056) lánya, aki korábban Salamon magyar király felesége volt.

## Utódai
Törvénytelen fia:
- Zbigniew (sz. 1070 – †1112 után) – Lengyelország fejedelme 1092

Přemysl Judit fia:
- Ferdeszájú Boleszláv (1086 – 1138) – Lengyelország fejedelme (1102-1139), Pomeránia fejedelme (1122-1138)

Sváb Judit lányai:
- leány (sz. 1088 után) – ismeretlen orosz herceg felesége (1112-1118)
- Ágnes (sz. 1089 után – †1126/1127) – apáca
- leány (sz. 1090) után – ismeretlen lengyel főúr felesége